# 李棟山桑寄生
李棟山桑寄生（学名：Taxillus ritozanensis）为桑寄生科鈍果桑寄生屬下的一个种。

## 扩展阅读
- 維基物種上的相關：李棟山桑寄生